# Richard Leutheußer

Richard Leutheußer

Richard Leutheußer (* 16. Juli 1867 in Coburg; † 12. April 1945 in Weimar) war ein deutscher Verwaltungsjurist und Politiker (NLP, DVP). Er war von 1920 bis 1930 Mitglied des Reichstages und von 1924 bis 1928 Vorsitzender des Staatsministeriums (Regierungschef) sowie Minister für Volksbildung und Justiz des Landes Thüringen.

## Leben und Beruf
Leutheußer wurde als Sohn eines Musiklehrers, Musikdirigenten und Organisten geboren. Nach dem Abitur 1887 am Casimirianum Coburg studierte er an den Universitäten Heidelberg und der München Rechts- und Staatswissenschaften. 1888 wurde er im Corps Ratisbonia München recipiert. Er beendete das Studium 1890 an der Friedrich-Wilhelms-Universität zu Berlin mit dem ersten juristischen Staatsexamen.
Nach dem Vorbereitungsdienst und der Assessorprüfung (1894) trat er 1895 in den Verwaltungsdienst des Herzogtums Sachsen-Coburg und Gotha. Er war seit 1898 Landratamtsassessor und dann Amtsrichter in Waltershausen. Seit 1901 war er als Staatsanwalt in Gotha und Coburg tätig. Im Oktober 1905 kehrte er als Vortragender Rat ins Coburger Staatsministerium zurück. Er war seit 1907 Landrat auf Schloss Tenneberg und wurde 1914 Oberverwaltungsgerichtsrat am gemeinschaftlichen thüringischen Thüringer Oberverwaltungsgericht.
1932 trat er als Geheimer Regierungsrat in den Ruhestand. Von 1931 bis zu seinem Tode war Leutheußer Vorstandsvorsitzender des Nietzsche-Archivs und der Gesellschaft der Freunde des Nietzsche-Archivs.

## Politik
Leutheußer war bis 1918 Mitglied der Nationalliberalen Partei (NLP) und 1907–1918 Mitglied des Gothaer Landtages.
Nach der Novemberrevolution 1918 beteiligte sich Leutheußer an der Umgründung der NLP in die Deutsche Volkspartei (DVP). Von 1919 bis 1930 war er Landesvorsitzender der DVP Thüringen. Bei der Reichstagswahl 1920 wurde er in den Reichstag (Weimarer Republik) gewählt, dem er bis 1930 angehörte.
Leutheußer hatte vom 22. Februar 1924 bis zum 22. August 1928 (geschäftsführend bis zum 5. November 1928) das Amt des Staatsministers für Volksbildung und Justiz im Land Thüringen (1920–1952) und den Vorsitz des Staatsministeriums inne. Er war Mitglied einer Minderheitsregierung des Thüringer Ordnungsbundes, bestehend aus einer Koalition seiner DVP mit der Deutschnationalen Volkspartei und dem Thüringer Landbund (bis 29. April 1927) bzw. mit der Deutschen Demokratischen Partei, der Reichspartei des deutschen Mittelstandes, der Reichspartei für Volksrecht und Aufwertung und dem Thüringer Landbund (ab 30. April 1927). Toleriert wurde sie von der Vereinigten Völkischen Liste, einem Zusammenschluss der Nationalsozialistischen Deutschen Arbeiterpartei und der Deutschvölkischen Freiheitspartei.

## Ehrungen
- Dr. phil. nat. h. c. der Universität Jena, „in Anerkennung seiner Verdienste um die Landesuniversität Jena“ (19. Juni 1926)[2]